# کانتون بوسنیان-پودرینیه
کانتون بوسنیان-پودرینیه (به لاتین: Bosnian-Podrinje Canton Goražde) یک کانتون در بوسنی و هرزگوین است که در فدراسیون بوسنی و هرزگوین واقع شده‌است.

## خصوصیات
استان بوسنیان-پودرینیه ۵۰۴٫۶ کیلومترمربع مساحت و ۲۵٬۳۳۶ نفر جمعیت دارد.